# دهان‌گرد کهن
دهان‌گرد کهن (نام علمی: Priscomyzon riniensis) نام یک گونه از راسته مکنده‌ماهی است.